# Bracon kopelkei
Bracon kopelkei är en stekelart som beskrevs av Papp 2000. Bracon kopelkei ingår i släktet Bracon och familjen bracksteklar. Inga underarter finns listade.